# Accalathura sladeni
Accalathura sladeni là một loài chân đều trong họ Leptanthuridae. Loài này được Stebbing miêu tả khoa học năm 1910.